# ميشيل ماسون
ميشيل ماسون (بالفرنسية: Michel Masson)‏ هو كاتب مسرحي وكاتب فرنسي، ولد في 31 يوليو 1800 في باريس في فرنسا، وتوفي بنفس المكان في 23 أبريل 1883.